# Deutsche Fußballmeisterschaft 1903/04
Die zweite Deutsche Fußballmeisterschaft fand vom 24. April bis zum 22. Mai 1904 statt, brachte aber keinen neuen Meister hervor. Sie wurde nicht beendet, sondern kurz vor dem Finale zwischen dem Titelverteidiger VfB Leipzig und Britannia 92 Berlin in Kassel abgebrochen und vom Deutschen Fußball-Bund (DFB) annulliert.
Der Grund war das Problem des neutralen Austragungsortes der Endrundenspiele im Pokalmodus. Schon in der Vorsaison war dieses Prinzip vom DFB aus finanziellen Erwägungen häufig nicht beachtet worden und hatte bereits bei dieser Endrunde zu Problemen geführt.
Auslöser der Annullierung war der Karlsruher FV, der gegen die Ansetzung seines Spiels in der Vorrunde protestiert hatte und deshalb nur unter Protest nach Berlin reiste. Am Endspieltag entschied das DFB-Präsidium mit 127:41 Stimmen dem Protest der Karlsruher zuzustimmen. Für die Berliner Britannia (heute Berliner SV) sollte das abgesagte Spiel das einzige Meisterschaftsfinale bleiben.

## Teilnehmer an der Endrunde
Dem DFB gehörten am 15. Mai 1904 erst 214 Vereine als Mitglied an, er vereinigte unter seinem Dach weiterhin nur einen Teil der bestehenden deutschen Fußballverbände. Teilnahmeberechtigt war wie schon im vergangenen Jahr jeweils ein Vertreter (in der Regel der Meister) der dem DFB angeschlossenen Lokal- und Regionalverbände. Es wurden jedoch nur noch Verbände zugelassen, die mindestens vier Vereine als Mitglieder hatten. Obwohl wieder Vereine deutscher Fußballverbände im Ausland zugelassen waren, nahm in diesem Jahr keiner mehr daran teil. Einzelne Mitgliedsvereine ohne Verbandszugehörigkeit waren nicht teilnahmeberechtigt. Qualifiziert haben sich zu dieser Endrunde acht Mannschaften, zwei mehr als im Vorjahr.
| Verein                     | Qualifiziert als                                                             |
| Berliner TuFC Britannia 92 | Meister des Verbandes Berliner Ballspielvereine                              |
| VfB Leipzig                | Meister des Verbandes Mitteldeutscher Ballspiel-Vereine und Titelverteidiger |
| Magdeburger FC Viktoria 96 | Meister des Verbandes Magdeburger Ballspiel-Vereine                          |
| SC Germania Hamburg        | Meister des Hamburg-Altonaer Fußball-Bundes                                  |
| ARBV Hannover              | Meister des Verbandes Hannoverscher Ballspiel-Vereine                        |
| Casseler FV 95             | Meister des Verbandes Casseler Ballspielvereine                              |
| Duisburger SpV             | Meister des Rheinisch-Westfälischen Spielverbandes                           |
| Karlsruher FV              | Meister des Verbandes Süddeutscher Fußball-Vereine                           |

## Viertelfinale
| Datum          |                            | Ergebnis   |                            | Stadion                           |
| -------------- | -------------------------- | ---------- | -------------------------- | --------------------------------- |
| 24. April 1904 | SC Germania 87 Hamburg     | 11:0 (8:0) | ARBV Hannover              | Hamburg, „Rennbahn am Mühlenkamp“ |
| 24. April 1904 | Berliner TuFC Britannia 92 | 6:1 (2:1)  | Karlsruher FV              | Berlin-Friedenau, Sportpark       |
| 24. April 1904 | VfB Leipzig                | 1:0 (0:0)  | Magdeburger FC Viktoria 96 | Leipzig, Sportplatz Leipzig       |
| 8. Mai 1904    | Duisburger SpV             | 5:3        | Casseler FV 95             | Duisburg, DSV-Platz am Grunewald  |

Der ARBV Hannover reiste in dieser Saison zu seinem ersten und letzten Meisterschaftsspiel mit nur neun Spielern an, darunter der Mannschaftskapitän Hipp. Bei Germania spielten acht ausländische Mitbürger in der Mannschaft: drei Briten, drei Niederländer, ein Österreicher und ein Spanier. Hannover verlor gegen den hohen Hamburger Favoriten mit 0:11. Die Torschützen wurden dabei nicht erfasst, so dass es auch nicht möglich ist, den Toptorjäger dieser Austragung festzustellen. Wieder einmal fand das Spiel nicht auf neutralem Boden statt, was auch für die restlichen Spiele vor dem Finale galt.
Der Karlsruher FV, bei dem der spätere erste Generalsekretär der FIFA Ivo Schricker als Kapitän und Mittelläufer spielte, galt als sehr starke Mannschaft, weshalb die hohe Niederlage gegen die ebenfalls starken Berliner überraschte. Durch einen Elfmeter für Läufer Richard Müller führten die Berliner bereits in der sechsten Minute. Nach einer halben Stunde mussten sie jedoch den Ausgleich durch ein Eigentor von Paul Faber zu Gunsten der Karlsruher hinnehmen. Neun Minuten später besorgte Albert Jakob jedoch wieder die Führung für die Britannia, worauf vier Minuten nach dem Seitenwechsel ein Eigentor der Karlsruher von Wilhelm Häfner zum 3:1 folgte. In den nächsten 20 Minuten gab es noch drei Treffer für die Britannia. Von den fünf Berliner Stürmern hatten nun vier getroffen.
Titelverteidiger VfB Leipzig hatte mit der Viktoria 96 eine recht einfache Aufgabe bekommen. Die Magdeburger konnten jedoch sehr lange ein 0:0 halten, bis sie sich selbst in Rückstand brachten. Torhüter Kurt Stollberg hatte in der 65. Minute ein Eigentor bewirkt, das letztlich zum Goldenen Tor für den Favoriten wurde.
Zwei Wochen später gab es in der zweiten Partie von Meisterschaftsdebütanten nach dem 11:0 in Hamburg ein 5:3 zwischen dem Duisburger Spielverein und dem Casseler FV 95. Bei den Duisburgern stand der spätere DFB-Präsident Gottfried Hinze im Tor. Auch hier gibt es zu den Torschützen keine Aufzeichnungen.

## Halbfinale
| Datum        |                        | Ergebnis             |                            | Stadion                           |
| ------------ | ---------------------- | -------------------- | -------------------------- | --------------------------------- |
| 8. Mai 1904  | SC Germania 87 Hamburg | 1:3 (0:3)            | Berliner TuFC Britannia 92 | Hamburg, „Rennbahn am Mühlenkamp“ |
| 12. Mai 1904 | VfB Leipzig            | 3:2 n. V. (2:2, 0:1) | Duisburger SpV             | Leipzig, Sportplatz Leipzig       |

Trotz des Heimvorteils für die Hanseaten konnte Britannia 92 das erste Halbfinale für sich entscheiden, wobei vor allem das Torhüterduell zwischen dem Deutsch-Briten Reginald Westendarp – Mitbegründer des DFB – und dem Deutsch-Ungarn Paul „Gilly“ von Goldberger von Bedeutung war. Schon nach neun Minuten traf Max Schmidt zur Führung für die Berliner. Vier Minuten später folgte das 2:0 durch Erich Müller und schließlich fünf Minuten vor der Halbzeitpause das dritte Tor durch Ernst Perry. Erst in der 65. Minute konnte auch Goldberger überwunden und mit dem Engländer Thomas Willis der erste bekannte britische Torschütze bei einem deutschen Meisterschaftsspiel dokumentiert werden. Willis war zu der Zeit auch 1. Vorsitzender des Vereins. Westendarp wechselte in der Schlussphase ohne Erfolg in den Angriff. Der Berliner Verteidiger Paul Faber war zu dieser Zeit Präsident des VBB.
Auch im Halbfinale hatte der Titelverteidiger aus Leipzig gegen den Duisburger Sportverein ein schweres Spiel. Nach 25 Minuten lag der VfB zu Hause mit 0:1 hinten. In der 52. Minute erzielte Paul Oppermann den Ausgleich, doch in der 78. Minute gingen die Duisburger durch Willi van der Weppen wieder in Führung. Fünf Minuten vor Spielende schaffte der VfB Leipzig den erneuten Ausgleich, so dass eine Verlängerung nötig wurde. Nach einer torlosen halben Stunde wurde die Partie nochmals verlängert: In der 132. Minute schoss Johannes Schneider seine Mannschaft zum ersten Mal in Führung. Die Leipziger erreichten damit zum zweiten Mal in Folge das Finale.

## Finale
| Datum        |             | Ergebnis |                    | Stadion               |
| ------------ | ----------- | -------- | ------------------ | --------------------- |
| 22. Mai 1904 | VfB Leipzig | -:-      | BTuFC Britannia 92 | geplanter Ort: Kassel |

### Hintergrund der Spielabsage
Der Karlsruher FV legte beim DFB Protest gegen die Wertung dieser Meisterschaft ein. Der DFB hatte die ausschreibungsgemäße Ansetzung der Endrundenspiele an neutralem Orte nicht eingehalten. Der KFV führte seine 1:6-Niederlage in der Vorrunde auf die Ansetzung dieses Spieles in Berlin zurück, da einige seiner Stammspieler von ihren Arbeitgebern keinen Urlaub bekommen hätten, der für die lange An- bzw. Rückreise notwendig gewesen wäre. Die Mannschaft des KFV brauchte zur Anreise 13 Stunden und kam erst am Spieltag in Berlin an. Außerdem ging es um die Frage der Reisekosten; die Karlsruher hatten eine Erstattung der Bahnbillets 2. Klasse statt, wie vorgesehen, 3. Klasse verlangt. Der DFB, der seinen jährlichen Bundestag am Tag des Endspiels am Finalort Kassel veranstaltete, sagte daraufhin am Vormittag das Endspiel ab und annullierte die Meisterschaftsendrunde.
Am selben Tag trat der amtierende DFB-Präsident Ferdinand Hueppe (DFC Prag), nach dem Beitritt des DFB zur FIFA am Vortag, von seinem Amt zurück. Zum neuen Vorsitzenden wurde pikanterweise der Präsident des Süddeutschen Fußballverbandes und Vorsitzende des Karlsruher FV, Friedrich Wilhelm Nohe, gewählt.

## Torschützenliste
Insgesamt sind nur 17 von 36 Torschützen bekannt, da sowohl beim 11:0 zwischen SC Germania 87 Hamburg und dem ARBV Hannover als auch beim 5:3 zwischen dem Duisburger SpV und dem Casseler FV 95 keine Torschützen notiert wurden.
| Spieler | Spieler              | Verein                     | Spiele | Tore |
| ------- | -------------------- | -------------------------- | ------ | ---- |
| 1.      | Erich Müller         | Berliner TuFC Britannia 92 | 2      | 2    |
| 1.      | Ernst Perry          | Berliner TuFC Britannia 92 | 2      | 2    |
| 3.      | Albert Jakob         | Berliner TuFC Britannia 92 | 1      | 1    |
| 3.      | Max Schmidt          | Berliner TuFC Britannia 92 | 1      | 1    |
| 3.      | Johannes Schneider   | VfB Leipzig                | 1      | 1    |
| 3.      | Willi van der Weppen | Duisburger SpV             | 1      | 1    |
| 3.      | Thomas Willis        | SC Germania 87 Hamburg     | 1      | 1    |
| 8.      | Richard Damaschke    | Berliner TuFC Britannia 92 | 2      | 1    |
| 8.      | Heinrich Fischer     | Duisburger SpV             | 2      | 1    |
| 8.      | Richard Müller       | Berliner TuFC Britannia 92 | 2      | 1    |
| 8.      | Paul Oppermann       | VfB Leipzig                | 2      | 1    |
| 8.      | Bruno Stanischewski  | VfB Leipzig                | 2      | 1    |

Hinzu kommen die drei von Paul Faber, Wilhelm Häfner und Kurt Stollberg verursachten Eigentore.